# Joseph Kony
Joseph Kony (født 18. september 1964 i Atyak, Uganda) er en ugandisk guerillaleder for terrorgruppen Lord's Resistance Army (da. Herrens Modstandshær, forkortet LRA), som med voldelige aktioner har forsøgt at etablere en teokratisk regering baseret på de 10 bud i Uganda.
Kony anklages for med LRA at have hjernevasket børn i det nordlige Uganda, gjort pigerne til sexslaver, og drengene til soldater. Modstandshæren har terroriseret beboerne i landsbyer fordelt på fire lande i det centrale Afrika i omrent 20 år, ved at have gennemført titusinder af mord, foretaget afhugning af lemmer, samt brændt hytter ned.
I 2007 dukkede han op og var angiveligt villig til at indgå en fredsaftale med myndighederne i Uganda, som ville opløse hans hær. Men i april 2008 forsvandt han igen med begrundelsen om at havde behov for at diskutere de krigsforbrydelser, Den Internationale Straffedomstol havde anklaget ham for i 2005. Ifølge lokale vidner, dræbte oprørshæren hundredvis af beboere og bortførte endnu flere, i Congos jungle; angiveligt med det formål at rekruttere flere soldater. George W. Bush og Barack Obama har i deres regeringsperioder sendt militær assistance til området, for at hjælpe de regionale styrker med at tage Kony til fange – dog indtil videre uden held.
Ifølge FN's Flygtningehøjkommissariat flyttede LRA sin base fra det sydlige Sudan til det nordlige Congo i slutningen af 2005. Inden da vurderes det at oprørshæren har fordrevet over 2 mio. mennesker i det nordlige Uganda, samt at hæren rummer mere end 66.000 børnesoldater. Efter at de fejlslagne fredsforhandlinger, gennemførtes i september 2008 kidnapninger af mindst 711 personer, samt fordrivelse af 160.000. I december måned gennemførte Uganda, Congo og Sydsudan en fælles aktion mod oprørshærens tilholdssted i det nordøstlige Congo, men det lykkedes ikke at pågribe Kony. Hans styrker slog derfor igen og dræbte omkring 900 personer over de følgende to måneder.
I november 2022 ønsker ICC-anklageren at retsforfølge Joseph Kony.

## Joseph Kony 2012
Tidligt i marts måned 2012 blev en 30 minutters lang videokampagne af Invisible Children offentliggjort på videotjenesten YouTube med titlen Joseph Kony 2012. Formålet med kampagnen er at få Kony indbragt for en international domstol ved at oplyse om de handlinger, han har begået. Chancen for at pågribe ham vurderes dog ikke til at være stor.
Kampagnen forventes at kulminere den 20. april ved at folk opfordres til at opsætte plakater og klistermærker, for dermed at synliggøre Kony. Bl.a. nødhjælpsorganisationer kritiserer dog fokus for at afspejle situationen i Uganda, som den så ud 6-7 år tidligere, da LRA ikke har været i området siden 2006. Den øgede opmærksomhed og evt. yderligere militær i regionen kan ligefrem gøre Kony bange, hvilket kan lede til en oprustning.
En talsmand for Forsvarsministeriet, Felix Kulayigye, mener dog under alle omstændigheder at det er godt at få spredt budskabet, især til dem, som ikke i forvejen kender til situationen. Han forventer at myndighederne vil pågribe Kony før eller siden. Matthew Green, der har skrevet bogen The Wizard of the Nile (da. Nilens Troldmand) om konflikten, fortæller at LRA er velorganiseret og råder bl.a. over mortérgranater, Rocket Propelled Grenade, VHF-radioer og satellittelefoner. Han har påpeget at landene i området ikke har de fornødne egenskaber mht. helikoptertransporter, logistik og efterretning, som er nødvendige for at sikre pågribelsen.
Da Ugandas hær blev assisteret af amerikanske styrker, udviste man den nødvendige professionalisme. Men det virker usandsynligt at der i USA skulle samle sig et politisk flertal for en decideret "dræb-eller-arrestér"-mission. Centralafrika-analytikeren Ned Dalby fra International Crisis Group mener at sagen bliver mere kompleks som følge af den geopolitik, som hersker landene imellem. Dette illustreres af de ugandiske og amerikanske tropper, som ikke har fået lov til at gå ind på congolesisk territorium.